# 黃腹稀棘䲁
黃腹稀棘䲁（學名：Meiacanthus geminatus），為輻鰭魚綱鳚形目䲁科稀棘䲁屬的一種，分布於中西太平洋馬來西亞沙巴棘菲律賓巴拉望島海域，深度1至15公尺，本魚體延長，稍側扁，頭頂無冠膜，無鬚，下頜兩側有犬齒具有毒腺，體上部為白色，體下部為金黃色，中間有黑色橫紋。成年雄性的尾鰭外葉呈絲狀，背鰭硬棘4枚、背鰭軟條26-27枚、臀鰭硬棘2枚、臀鰭軟條15-18枚，體長可達4.7公分，棲息在沿岸淺水域，雌魚產附著性卵，雄魚有護卵行為，生活習性不明，可做為觀賞魚。